# 리노 (영화)
《리노》(Lino: Uma Aventura de Sete Vidas, Lino - Adventure of Seven Lives)는 브라질에서 제작된 라파엘 리바스 감독의 2017년 애니메이션, 모험 영화이다. 조연우 등이 주연으로 출연하였고 엘리아네 페레이라 등이 제작에 참여하였다.

## 출연

### 주연
- 조연우
- 오은수
- 방지원
- 신정훈
- 허성재
- 박상우
- 루이스 카를로스 데 모라이스
- 디라 파에스
- 셀튼 멜로